# 汾阳路 (上海)
汾阳路，在1902年－1943年之间稱為毕勋路（法語：Route Pichon），是上海法租界的一条街道。大体呈南北走向，北起淮海中路，南至岳阳路，全长815米。
由于复旦大学附属眼耳鼻喉科医院人员进出过多，造成道路拥挤，汾阳路（太原路至岳阳路）已经由双向行驶，改为由西向东单向行驶。

## 历史
1902年，上海法租界公董局越界修筑，以法国驻华公使畢盛（Stephen Pichon）的名字命名。1914年上海法租界大扩展时划入界内。1943年汪精卫政府接收上海法租界，将其以山西省地名改名为汾阳路。沿路为住宅区。

## 交汇道路
- 霞飞路（今淮海中路）
- 辣斐德路（今复兴中路）
- 台拉斯脱路（今太原路）
- 祁齐路（今岳阳路）

## 沿路近代建筑
- 汾阳路9弄3号 住宅（海关俱乐部）
- 汾阳路20号   犹太俱乐部（上海音乐学院礼堂办公楼）、花园住宅（比利时领馆专家楼）
- 汾阳路45号   汾阳路45号住宅，今上海汾阳花园酒店，上海市文物保护单位
- 汾阳路79号   公董局总董府邸，今上海工艺美术博物馆，上海市文物保护单位
- 汾阳路83号10号楼   犹太医院（上海眼耳鼻喉科医院）
- 毕勋公寓，汾阳路108号，徐汇区文物保护点[1]
- 汾阳路152-154号、156-158号  并立花园住宅
- 汾阳路150号住宅，徐汇区登记不可移动文物
- 普希金像，汾阳路、岳阳路、桃江路交汇处，徐汇区文物保护单位